# Gustave Kahn

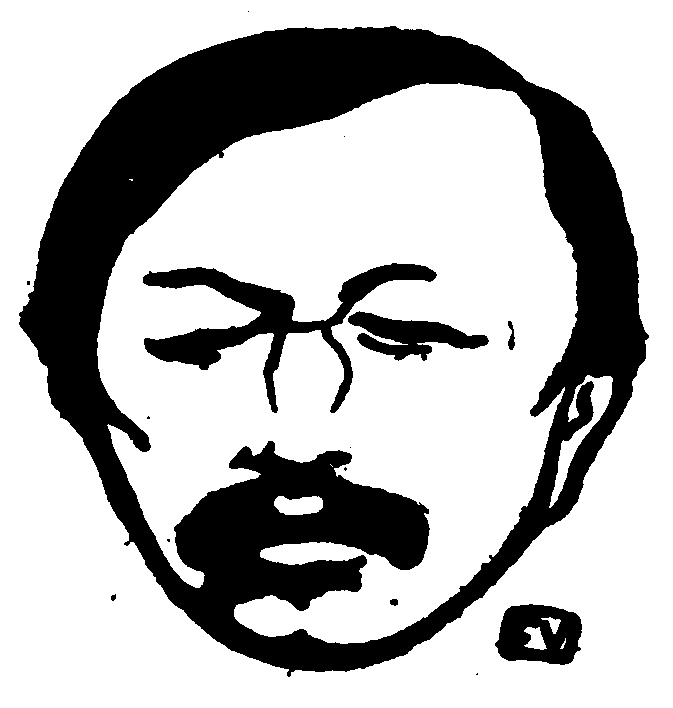
Gustave Kahn

Gustave Kahn (Metz, Francia, 21 de diciembre de 1859 -  París, Francia, 5 de septiembre de 1936) fue un escritor, poeta y teórico literario francés quien se autodenominó como el creador del verso libre.
Kahn comenzó a escribir de joven en París; ayudó a fundar y creó varias revistas literarias, incluida La Vogue, Le Symboliste y La Revue Indépendante, junto a Jean Moréas y Paul Adam, donde se publicaron sus poemas y se discutió fervorosamente varias teorías sobre el movimiento simbolista.
Sus teorías acerca del verso libre están explicadas en el prefacio de su libro Primeros poemas (1897), una colección que reúne sus trabajos anteriores Les palais nomades (1887), Chansons d´amant (1891) y Domaine de fée (1895). 
Gustave Kahn rompió con la tradición alejandrina y buscó que la de la prosodia fuese menos estricta, de forma que el ritmo poético dependiese más del movimiento interno del poema.

## Obras principales
- Palais nomades (1887)
- Les Chansons d'amant (1891)
- Domaine de fée (1895)
- Le Roi fou (1896)
- La Pluie et le beau temps (1896)
- Limbes de lumières (1897)
- Le Livre d'images (1897)
- Premiers poèmes (1897)
- Le Conte de l'or et du silence (1898)
- Les Petites Ames pressées (1898)
- Le Cirque solaire (1898)
- Les Fleurs de la passion (1900)
- L'Adultère sentimental (1902)
- Symbolistes et décadents (1902)
- Odes de la "Raison" (1902 reeditado como Editions du Fourneau 1995)
- Contes hollandais (1903)
- La Femme dans la caricature française (1907)
- Contes hollandais (deuxième série) (1908)
- La Pépinière du Luxembourg (1923)
- L'Aube enamourée (1925)
- Mourle (1925)
- Silhouettes littéraires (1925)
- La Childebert (1926)
- Contes juifs (1926 reeditado como "Les Introuvables" 1977)
- Images bibliques (1929)
- Terre d'Israël (1933)

- Datos: Q462364
- Multimedia: Gustave Kahn / Q462364